# Perla marginata
Perla marginata is een steenvlieg uit de familie van de borstelsteenvliegen (Perlidae).
De imago kan worden gevonden vanaf mei tot augustus. 
De imago is donker gekleurd, en heeft een lengte van 15 tot 25 millimeter. De nimf is geelbruin met duidelijk afstekende donkere vlekken als tekening. De imago heeft geen monddelen en kan geen voedsel tot zich nemen. De nimf is een rover rond het water en eet waterdieren tot de eigen grootte.
De soort leeft schone beken en rivieren met een steenbodem tot 800 meter boven zeeniveau. De soort komt voor in Centraal- en Zuid-Europa. In Zuid-Europa zou de soort als gevolg van klimaatverandering onder druk kunnen komen, omdat hij afhankelijk is van koel water.